# Eremosybra
Eremosybra är ett släkte av skalbaggar. Eremosybra ingår i familjen långhorningar.
Kladogram enligt Catalogue of Life:
| Eremosybra | \| \| Eremosybra albosignata \| \| \| \| \| \| Eremosybra flavolineata \| \| \| \| \| \| Eremosybra flavolineatoides \| \| \| \| |
|            | \| \| Eremosybra albosignata \| \| \| \| \| \| Eremosybra flavolineata \| \| \| \| \| \| Eremosybra flavolineatoides \| \| \| \| |
|            | Eremosybra albosignata |
|            | |
|            | Eremosybra flavolineata |
|            | |
|            | Eremosybra flavolineatoides |
|            | |